# Orban (Tarn)
Pour les articles homonymes, voir Orban.
Orban (Orbanh en occitan) est une commune française située dans le département du Tarn, en région Occitanie. Sur le plan historique et culturel, la commune est dans l'Albigeois, une région naturelle agricole correspondant aux environs de la ville d’Albi.
Exposée à un climat océanique altéré, elle est drainée par l'Agros, le ruisseau de Brignou, le ruisseau du Pont Neuf et par divers autres petits cours d'eau.
Orban est une commune rurale qui compte 337 habitants en 2022, après avoir connu une forte hausse de la population depuis 1975.  Elle fait partie de l'aire d'attraction d'Albi. Ses habitants sont appelés les Orbanais ou  Orbanaises.

## Géographie

### Localisation
Commune de l'aire urbaine d'Albi située au centre du département au sud d'Albi sur l'Agros. Sa localisation la place à la croisée des axes Albi - Graulhet et Réalmont - Gaillac : à 14 km d'Albi, à 13 km de Réalmont, à 20 km de Gaillac et 19 km de Graulhet.

### Communes limitrophes
Orban est limitrophe de six autres communes.
Les communes limitrophes sont  Fénols, Lasgraisses, Lombers, Poulan-Pouzols et Sieurac.
| Fénols      | Rouffiac (par un quadripoint) | Poulan-Pouzols |
|             | Orban                         | Lombers        |
| Lasgraisses | Sieurac                       |                |

### Voies de communication et transports
La commune n'est desservie par aucun service de transport en commun. La gare la plus proche est la gare d'Albi-Ville.

### Hydrographie
La commune est dans le bassin de la Garonne, au sein du bassin hydrographique Adour-Garonne. Elle est drainée par l'Agros, le ruisseau de Brignou, le ruisseau du Pont Neuf, le ruisseau de Mestr'Arnaud, le ruisseau de Prat Fumat et par divers petits cours d'eau, qui constituent un réseau hydrographique de 11 km de longueur totale,.
L'Agros, d'une longueur totale de 19,4 km, prend sa source dans la commune de Lamillarié et s'écoule du nord-est au sud-ouest. Il traverse la commune et se jette dans le Dadou à Graulhet, après avoir traversé 8 communes.

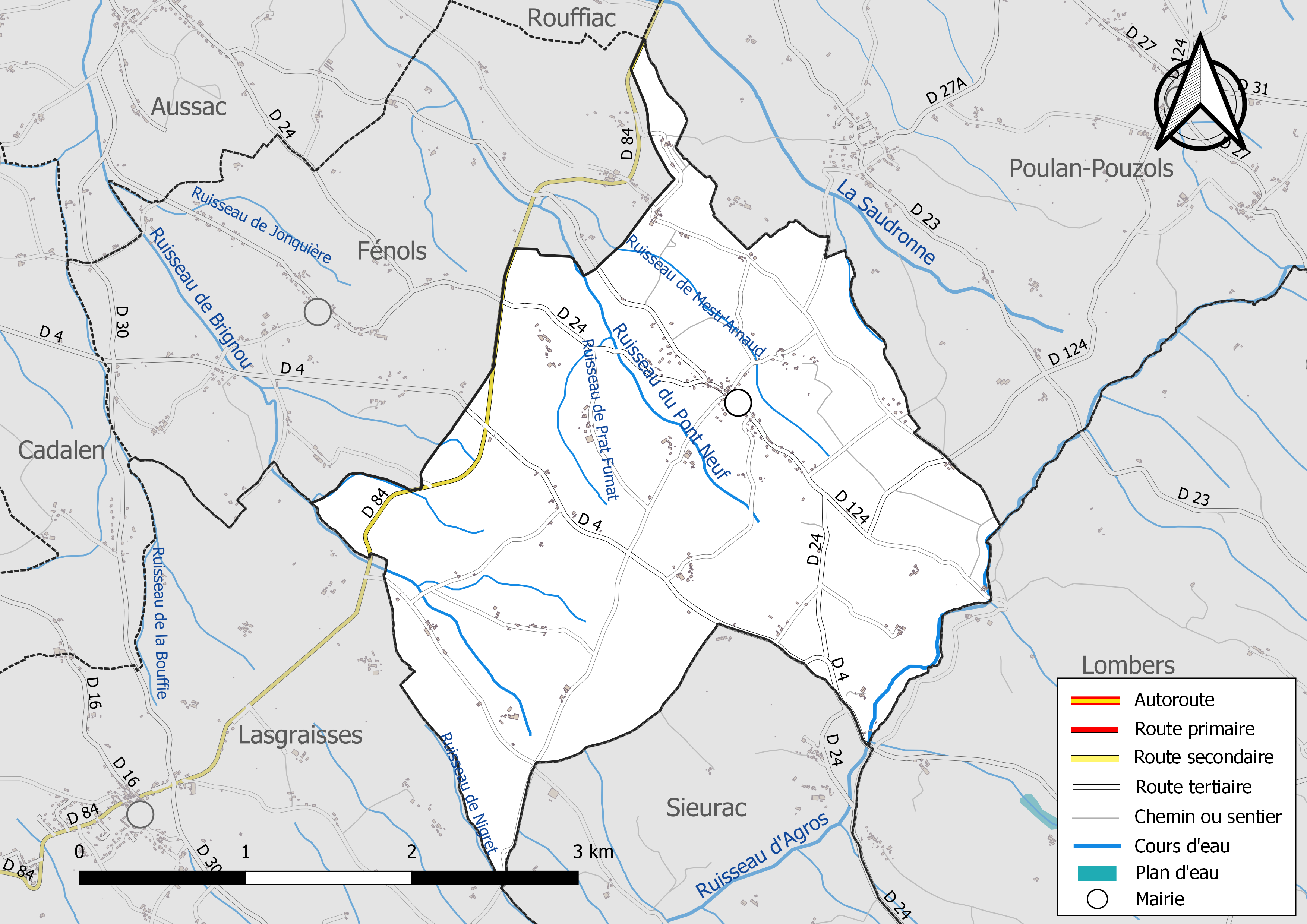
Réseaux hydrographique et routier d'Orban.

### Climat
Pour des articles plus généraux, voir Climat de l'Occitanie et Climat du Tarn.
En 2010, le climat de la commune est de type climat du Bassin du Sud-Ouest, selon une étude s'appuyant sur une série de données couvrant la période 1971-2000. En 2020, Météo-France publie une typologie des climats de la France métropolitaine dans laquelle la commune est exposée à un climat océanique altéré et est dans la région climatique Aquitaine, Gascogne, caractérisée par une pluviométrie abondante au printemps, modérée en automne, un faible ensoleillement au printemps, un été chaud (19,5 °C), des vents faibles, des brouillards fréquents en automne et en hiver et des orages fréquents en été (15 à 20 jours).
Pour la période 1971-2000, la température annuelle moyenne est de 12,8 °C, avec une amplitude thermique annuelle de 15,9 °C. Le cumul annuel moyen de précipitations est de 882 mm, avec 10 jours de précipitations en janvier et 5,9 jours en juillet. Pour la période 1991-2020, la température moyenne annuelle observée sur la station météorologique la plus proche, située sur la commune de Laguiole à 511 km à vol d'oiseau, est de 8,9 °C et le cumul annuel moyen de précipitations est de 1 441,2 mm,. Pour l'avenir, les paramètres climatiques de la commune estimés pour 2050 selon différents scénarios d'émission de gaz à effet de serre sont consultables sur un site dédié publié par Météo-France en novembre 2022.

### Milieux naturels et biodiversité
Aucun espace naturel présentant un intérêt patrimonial n'est recensé sur la commune dans l'inventaire national du patrimoine naturel,,.

## Urbanisme

### Typologie
Orban est une commune rurale, car elle fait partie des communes peu ou très peu denses, au sens de la grille communale de densité de l'Insee,,,.
Par ailleurs la commune fait partie de l'aire d'attraction d'Albi, dont elle est une commune de la couronne. Cette aire, qui regroupe 91 communes, est catégorisée dans les aires de 50 000 à moins de 200 000 habitants,.

### Occupation des sols
L'occupation des sols de la commune, telle qu'elle ressort de la base de données européenne d’occupation biophysique des sols Corine Land Cover (CLC), est marquée par l'importance des territoires agricoles (100 % en 2018), une proportion identique à celle de 1990 (100 %). La répartition détaillée en 2018 est la suivante : 
terres arables (95,2 %), zones agricoles hétérogènes (4,8 %). L'évolution de l’occupation des sols de la commune et de ses infrastructures peut être observée sur les différentes représentations cartographiques du territoire : la carte de Cassini (XVIIIe siècle), la carte d'état-major (1820-1866) et les cartes ou photos aériennes de l'IGN pour la période actuelle (1950 à aujourd'hui).

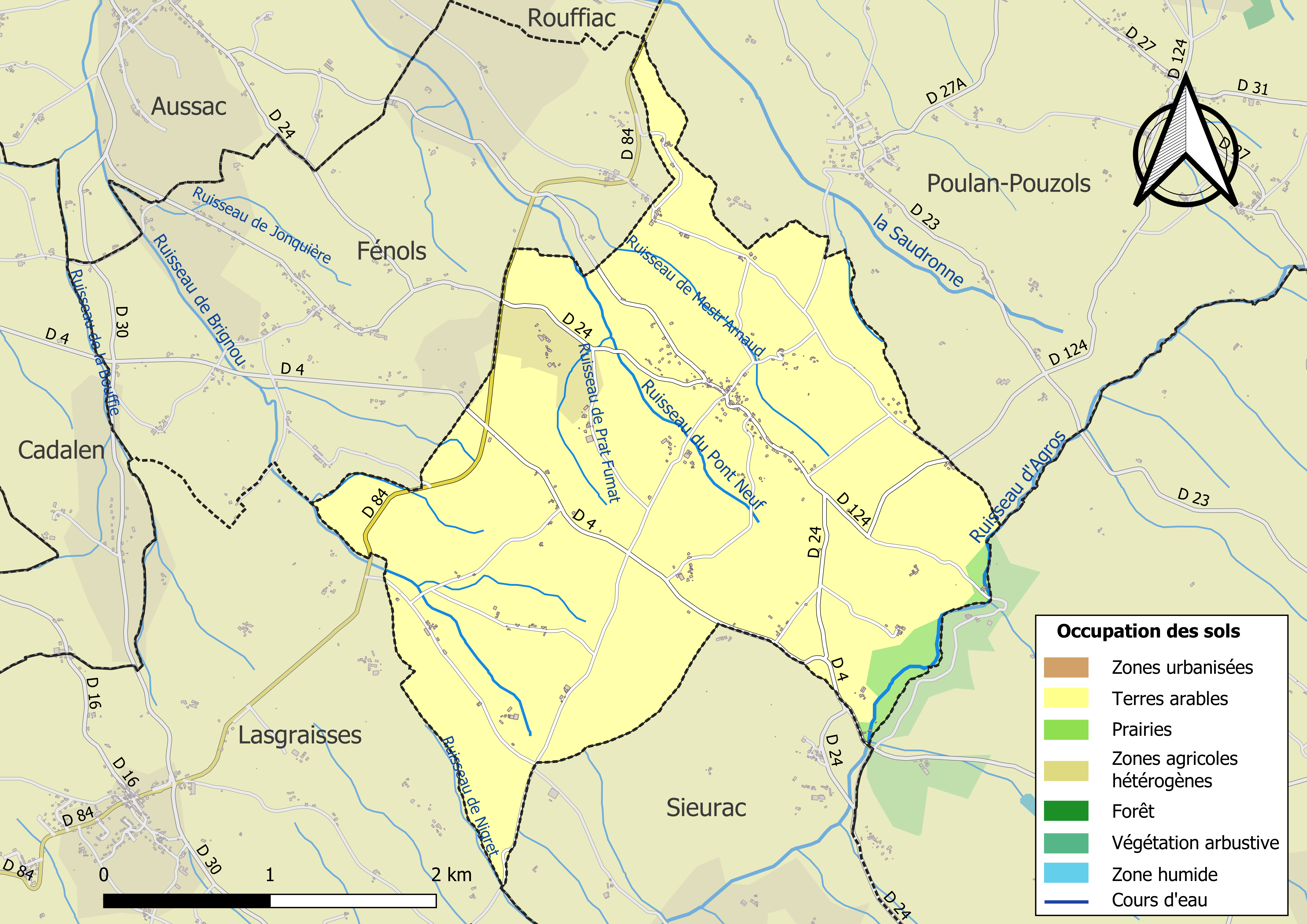
Carte des infrastructures et de l'occupation des sols de la commune en 2018 (CLC).

### Risques majeurs
Le territoire de la commune d'Orban est vulnérable à différents aléas naturels : météorologiques (tempête, orage, neige, grand froid, canicule ou sécheresse), inondations, mouvements de terrains et séisme (sismicité très faible). Il est également exposé à un risque technologique,  le transport de matières dangereuses. Un site publié par le BRGM permet d'évaluer simplement et rapidement les risques d'un bien localisé soit par son adresse soit par le numéro de sa parcelle.

#### Risques naturels
Certaines parties du territoire communal sont susceptibles d’être affectées par le risque d’inondation par débordement de cours d'eau, notamment l'Agros. La cartographie des zones inondables en ex-Midi-Pyrénées réalisée dans le cadre du XIe Contrat de plan État-région, visant à informer les citoyens et les décideurs sur le risque d’inondation, est accessible sur le site de la DREAL Occitanie. La commune a été reconnue en état de catastrophe naturelle au titre des dommages causés par les inondations et coulées de boue survenues en 1982,.
Orban est exposée au risque de feu de forêt. En 2022, il n'existe pas de Plan de Prévention des Risques incendie de forêt (PPRif). Le débroussaillement aux abords des maisons constitue l’une des meilleures protections pour les particuliers contre le feu,.

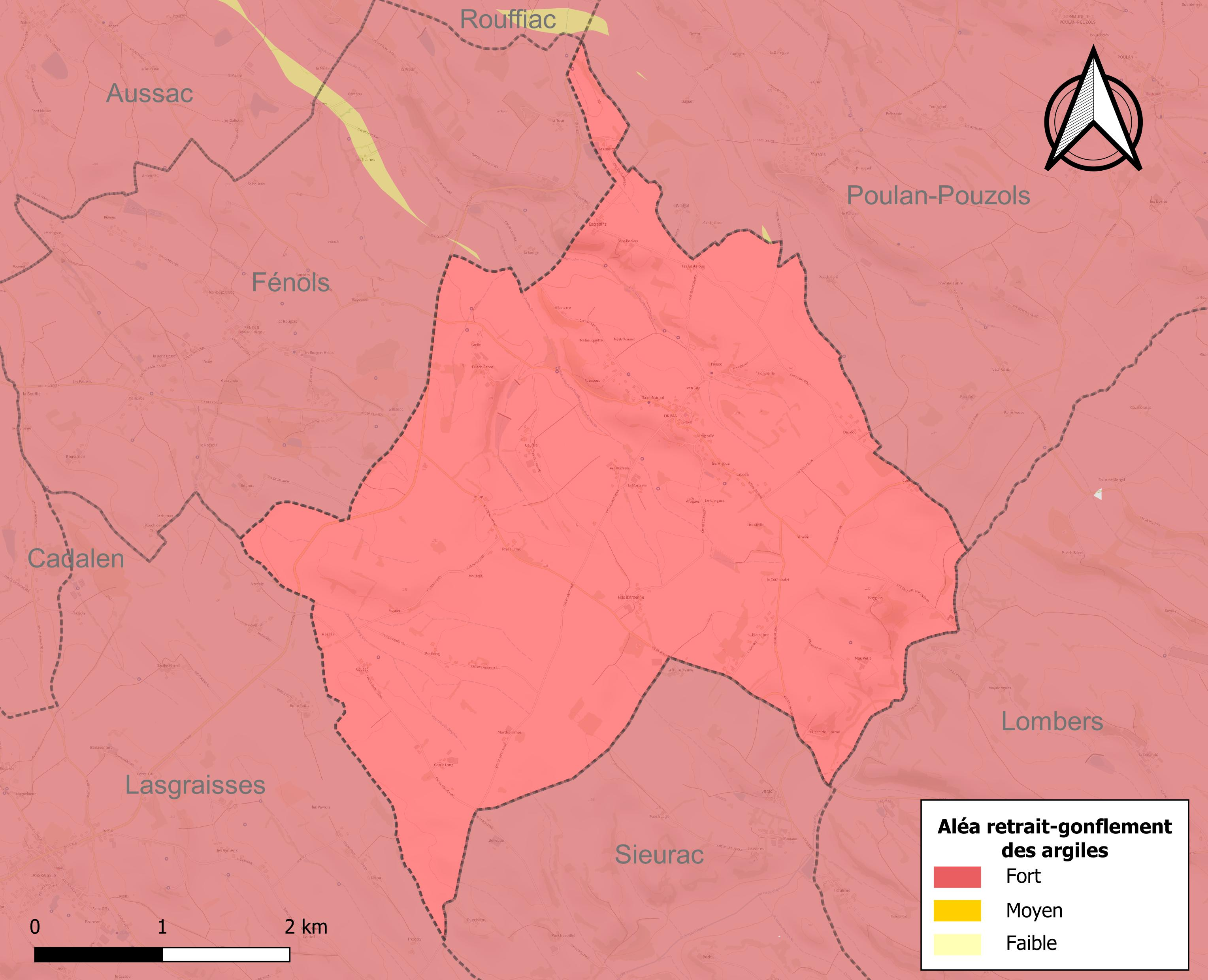
Carte des zones d'aléa retrait-gonflement des sols argileux d'Orban.

La commune est vulnérable au risque de mouvements de terrains constitué principalement du retrait-gonflement des sols argileux. Cet aléa est susceptible d'engendrer des dommages importants aux bâtiments en cas d’alternance de périodes de sécheresse et de pluie. La totalité de la commune est en aléa moyen ou fort (76,3 % au niveau départemental et 48,5 % au niveau national). Sur les 130 bâtiments dénombrés sur la commune en 2019, 130 sont en aléa moyen ou fort, soit 100 %, à comparer aux 90 % au niveau départemental et 54 % au niveau national. Une cartographie de l'exposition du territoire national au retrait gonflement des sols argileux est disponible sur le site du BRGM,.
Par ailleurs, afin de mieux appréhender le risque d’affaissement de terrain, l'inventaire national des cavités souterraines permet de localiser celles situées sur la commune.

#### Risques technologiques
Le risque de transport de matières dangereuses sur la commune est lié à sa traversée par des infrastructures routières ou ferroviaires importantes ou la présence d'une canalisation de transport d'hydrocarbures. Un accident se produisant sur de telles infrastructures est susceptible d’avoir des effets graves sur les biens, les personnes ou l'environnement, selon la nature du matériau transporté. Des dispositions d’urbanisme peuvent être préconisées en conséquence.

## Histoire

### Héraldique
| Orban | Son blasonnement est : D'argent au pal ondé de sinople. |

## Politique et administration
| Période                                  | Période | Identité        | Étiquette | Qualité     |
| ---------------------------------------- | ------- | --------------- | --------- | ----------- |
| mars 1989                                | 2001    | Gilbert Thomas  | SE        | Agriculteur |
| mars 2001                                | 2014    | Michel Lalbat   | SE        | Assureur    |
| mars 2014                                |         | Isabelle Calmet | SE        |             |
| Les données manquantes sont à compléter. |         |                 |           |             |

## Démographie
| 1793 | 1800 | 1806 | 1821 | 1831 | 1836 | 1841 | 1846 | 1851 |
| ---- | ---- | ---- | ---- | ---- | ---- | ---- | ---- | ---- |
| 516  | 509  | 519  | 515  | 501  | 527  | 503  | 496  | 506  |

| 1856 | 1861 | 1866 | 1872 | 1876 | 1881 | 1886 | 1891 | 1896 |
| ---- | ---- | ---- | ---- | ---- | ---- | ---- | ---- | ---- |
| 460  | 482  | 489  | 442  | 409  | 385  | 409  | 403  | 348  |

| 1901 | 1906 | 1911 | 1921 | 1926 | 1931 | 1936 | 1946 | 1954 |
| ---- | ---- | ---- | ---- | ---- | ---- | ---- | ---- | ---- |
| 326  | 309  | 310  | 273  | 283  | 252  | 241  | 219  | 230  |

| 1962 | 1968 | 1975 | 1982 | 1990 | 1999 | 2004 | 2006 | 2009 |
| ---- | ---- | ---- | ---- | ---- | ---- | ---- | ---- | ---- |
| 222  | 199  | 180  | 214  | 246  | 272  | 299  | 309  | 312  |

| 2014 | 2019 | 2022 | - | - | - | - | - | - |
| ---- | ---- | ---- | - | - | - | - | - | - |
| 329  | 329  | 337  | - | - | - | - | - | - |

## Économie

### Revenus
En 2018, la commune compte 128 ménages fiscaux, regroupant 334 personnes. La médiane du revenu disponible par unité de consommation est de 22 400 € (20 400 € dans le département).

### Emploi
|                | 2008  | 2013  | 2018  |
| -------------- | ----- | ----- | ----- |
| Commune        | 6,5 % | 9,7 % | 7,3 % |
| Département    | 8,2 % | 9,9 % | 10 %  |
| France entière | 8,3 % | 10 %  | 10 %  |

En 2018, la population âgée de 15 à 64 ans s'élève à 192 personnes, parmi lesquelles on compte 78,5 % d'actifs (71,2 % ayant un emploi et 7,3 % de chômeurs) et 21,5 % d'inactifs,. Depuis 2008, le taux de chômage communal (au sens du recensement) des 15-64 ans est inférieur à celui de la France et du département.
La commune fait partie de la couronne de l'aire d'attraction d'Albi, du fait qu'au moins 15 % des actifs travaillent dans le pôle,. Elle compte 32 emplois en 2018, contre 33 en 2013 et 43 en 2008. Le nombre d'actifs ayant un emploi résidant dans la commune est de 138, soit un indicateur de concentration d'emploi de 23,3 % et un taux d'activité parmi les 15 ans ou plus de 57,6 %.
Sur ces 138 actifs de 15 ans ou plus ayant un emploi, 24 travaillent dans la commune, soit 18 % des habitants. Pour se rendre au travail, 92,7 % des habitants utilisent un véhicule personnel ou de fonction à quatre roues, 1,5 % les transports en commun, 0,7 % s'y rendent en deux-roues, à vélo ou à pied et 5,1 % n'ont pas besoin de transport (travail au domicile).

### Activités hors agriculture
20 établissements sont implantés  à Orban au 31 décembre 2019.
Le secteur du commerce de gros et de détail, des transports, de l'hébergement et de la restauration est prépondérant sur la commune puisqu'il représente 30 % du nombre total d'établissements de la commune (6 sur les 20 entreprises implantées  à Orban), contre 26,7 % au niveau départemental.

### Agriculture
La commune est dans la « plaine de l'Albigeois et du Castrais », une petite région agricole occupant le centre du département du Tarn. En 2020, l'orientation technico-économique de l'agriculture  sur la commune est la polyculture et/ou le polyélevage. 
|               | 1988 | 2000 | 2010 | 2020 |
| ------------- | ---- | ---- | ---- | ---- |
| Exploitations | 23   | 15   | 16   | 11   |
| SAU (ha)      | 704  | 634  | 622  | 581  |

Le nombre d'exploitations agricoles en activité et ayant leur siège dans la commune est passé de 23 lors du recensement agricole de 1988  à 15 en 2000 puis à 16 en 2010 et enfin à 11 en 2020, soit une baisse de 52 % en 32 ans. Le même mouvement est observé à l'échelle du département qui a perdu pendant cette période 58 % de ses exploitations,. La surface agricole utilisée sur la commune a également diminué, passant de 704 ha en 1988 à 581 ha en 2020. Parallèlement la surface agricole utilisée moyenne par exploitation a augmenté, passant de 31 à 53 ha.

## Vie pratique

### Enseignement
Orban possède une école au sein du regroupement pédagogique des communes de Fénols, Aussac et Lasgraïsses.

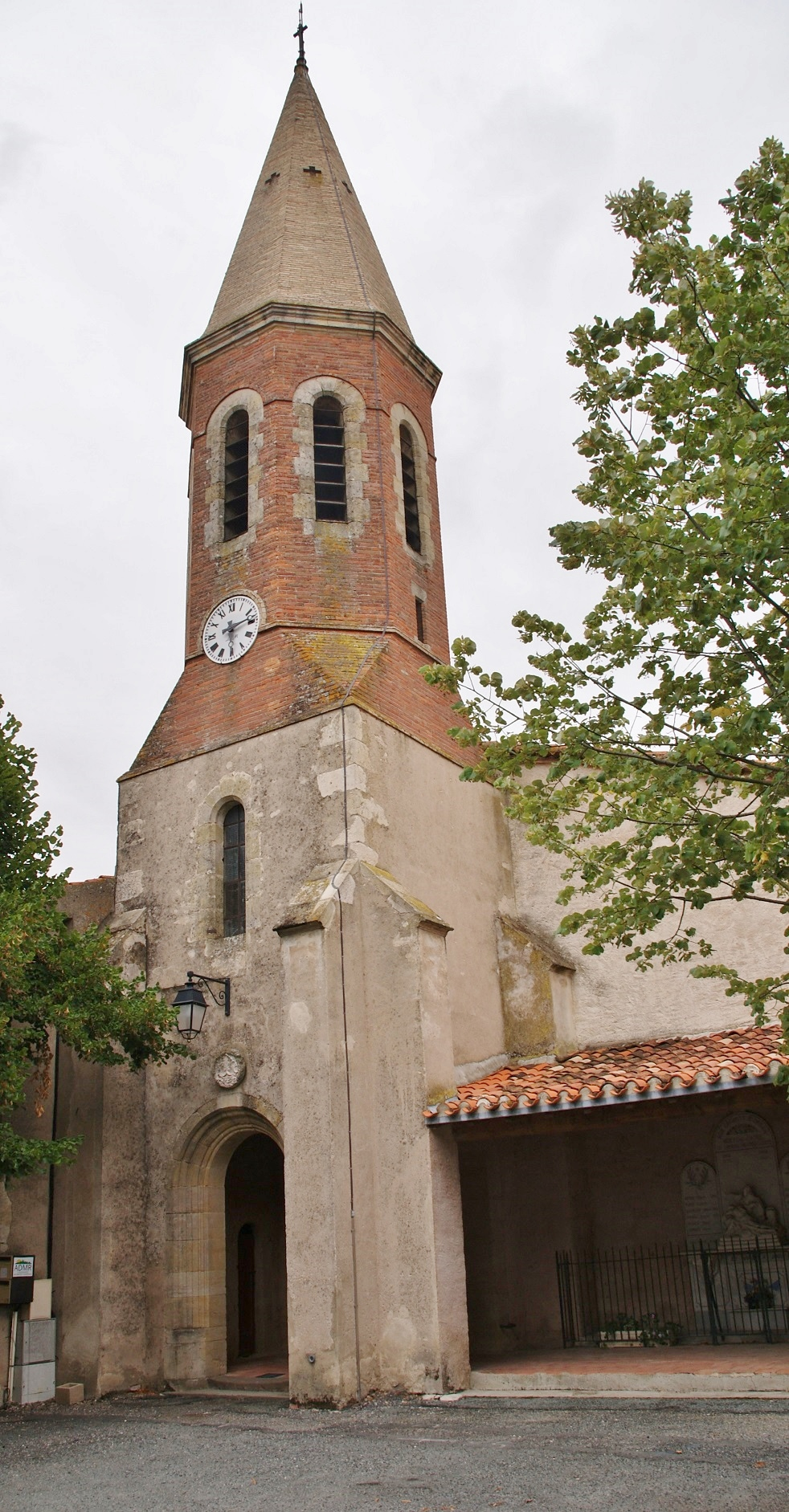
Église Saint-Martial d'Orban

## Culture locale et patrimoine

### Lieux et monuments
- Église Saint-Martial d'Orban.